# Dustin Cameron
Dustin Cameron (* 20. März 1989 in Saskatoon, Saskatchewan) ist ein kanadischer Eishockeyspieler, der auf der Position des linken Flügelstürmers spielt, der zuletzt beim EC Bad Nauheim in der DEL2 unter Vertrag stand.

## Karriere
Cameron begann bereits im Alter von 5 Jahren Eishockey zu spielen. Er wurde stark beeinflusst durch seinen Vater, der selbst in einer Juniorenmannschaft gespielt hatte. Die Familie verfolgte jeden Samstag die Spiele der Toronto Maple Leafs im Fernsehen. In der Altersklasse Peewee (U13) und Bantam (U15) spielte Cameron bei den AA Barons in der Saskatoon Minor Hockey League. (A-AAA steht für die Spielstärke). Im Sommer 2004 besuchte er ein Rookie-Camp der Saskatoon Blades und wechselte daraufhin zu den Saskatoon Midget AAA Contacts. (Midget=U18). 2005 gewann er mit den Saskatoon Contacts den nationalen Telus Cup. Bereits 2004 gewann er mit dem Team das Mac's Midget AAA World Invitational Tournament, sowie die Meisterschaft in Saskatchewan. Das Team der Saison 2004/5 wurde 2014 in die Saskatoon Sports Hall of Fame aufgenommen.
Der Kanadier wurde 2004 als 55. Spieler in der dritten Runde der WHL Bantam Draft von den Saskatoon Blades aus der Western Hockey League, einer der drei erstklassigen Juniorenligen Kanadas, ausgewählt. Bei der World U-17 Hockey Challenge 2006 wurde er in den Kader des Teams Canada Western berufen. Er kam in fünf Spielen zum Einsatz und erzielte ein Tor beim 3:2-Sieg über das Team der Slowakei. 2007 wechselte er mit 18 Jahren in einem Spielertausch mit dem Verteidiger John Flatters zum Ligakonkurrenten Prince Albert Raiders. Er bekam in seinem neuen Team mehr Eiszeit und wurde für die Saison 2008/9 zum 33. Mannschaftskapitän des Vereins berufen, was er auch in der folgenden Saison blieb. In den Spielzeiten 2008/9 und 2009/10 war er mit 33 und 30 Toren jeweils der drittbeste Torschütze des Vereins.
2008 ersetzte er im sechsten und letzten Spiel bei der ADT Canada-Russia Challenge den verletzen Evander Kane in der Auswahl der Western Hockey League. In diesem Jahr wäre er auch für den NHL Entry Draft 2008 wählbar gewesen. Im Sommer 2010 spielte er in der Rollhockeyliga SBHL für die Dirty Burger.
Um Profispieler werden zu können, schlug Cameron Angebote mehrerer Universitätsmannschaften aus. Zur Saison 2010/11 wechselte der Außenstürmer in den Profisport und ging zu den Elmira Jackals, einem Verein an der Ostküste der USA in der ECHL, einer Minor League. Dort gelang ihm am 23. Oktober sein erstes Tor in einem Profispiel beim 7:2-Sieg über die Reading Royals. Im September absolvierte er ein Testspiel bei den Rockford IceHogs in der American Hockey League. Erneut selten eingesetzt wurde Cameron bereits im Januar 2011 zu den Gwinnett Gladiators getauscht, die sich die Rechte am Verteidiger Matt Krug von den Elmira Jackals gesichert hatten. Cameron wurde bei den Gladiators mit 7 Toren im März viertbester Neuling in der Liga. Obwohl er bereits für die Saison 2011/12 bei den Gladiators unterzeichnet hatte, gelangte Cameron über einen weiteren Spielertausch zu den Trenton Titans. Bei den Titans wurde Cameron Assistenzkapitän und schoss in 72 Spielen 22 Tore.
Nach der Saison wechselte Cameron ablösefrei nach Europa, wo er in der Saison 2012/13 für das Team von Coventry Blaze im Spielbetrieb der Elite Ice Hockey League, der höchstklassigen Liga im Vereinigten Königreich, auf dem Eis stand. In seinem Debütspiel gegen die Sheffield Steelers erzielte Cameron einen Hattrick. In der Meisterschaft schied Coventry nach dem gewonnenen Viertelfinale gegen Sheffield im Halbfinale gegen die Belfast Giants aus. Im Challenge Cup überstand Coventry Blaze zwar die Gruppenphase, schied aber im folgenden Viertelfinale gegen Braehead Clan aus. Cameron erreichte in seiner Saison in Großbritannien in Liga und Pokal 53 Scorerpunkte.

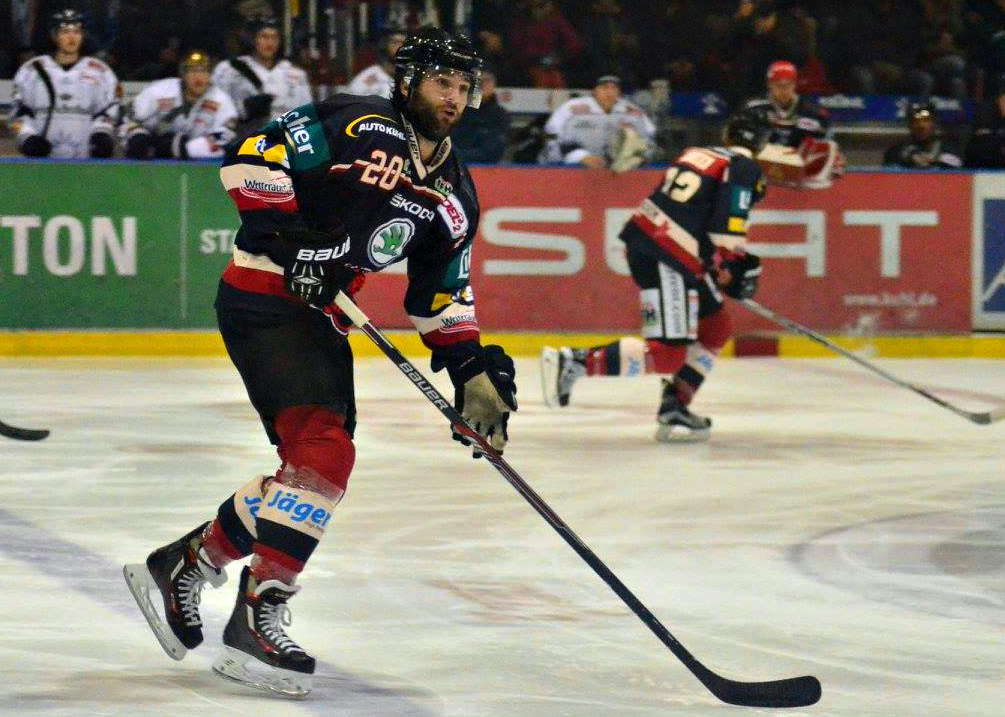
Cameron im Trikot der EC Bad Nauheim (2015)

In der Saison 2013–2014 wechselte Cameron zum EV Ravensburg in die weniger körperbetonte, aber schnellere DEL2, wo er in 53 Spielen 23 Tore erzielte und mit Nathan Deck zusammenspielte, mit dem er bereits drei Jahre bei den Prince Albert Raiders auf dem Eis gestanden hatte. In den Playoffs traf er fünfmal in sieben Partien gegen den EV Landshut, was mit neun Scorerpunkten ligaweit der zweitbeste Playoff-Schnitt war, das Aus im Viertelfinale aber nicht verhindern konnte. In der Spielzeit 2014/15 wurde Cameron von den Heilbronner Falken verpflichtet, wo er sich in einem jungen Team mit Führungsaufgaben für höhere Aufgaben empfehlen wollte. Bei den Falken spielte er mit Riley Armstrong zusammen, der ebenfalls aus Saskatoon stammt. Heilbronn verlor in den Playdowns gegen die Eispiraten Crimmitschau und den ESV Kaufbeuren und ging in den sportlichen Abstieg. In den Playdowns war Cameron mit 5 Toren in 10 Spielen Topscorer seines Vereins, ebenso in der Saison, in der er 19 Treffer erzielte.
Cameron wechselte für die Spielzeit 2015–2016 zum EC Bad Nauheim. Dort spielt er unter seinem ehemaligen Ravensburger Trainer Petri Kujala. Dabei entschied er sich gegen einen Wechsel zum britischen Meister Sheffield Steelers, wo sein ehemaliger Trainer von Coventry unter Vertrag war. Dustin Cameron bildete mit Nick Dineen und Diego Hofland bzw. Dušan Frosch die erste Sturmreihe in Bad Nauheim.
Cameron studiert über das Internet Gesundheit und Sicherheit und will nach seiner Karriere als Sportprofi in einem kanadischen Bergwerk als Sicherheitsfachmann arbeiten. Seine Freundin arbeitet in Kanada als Lehrerin.

## Spielcharakter

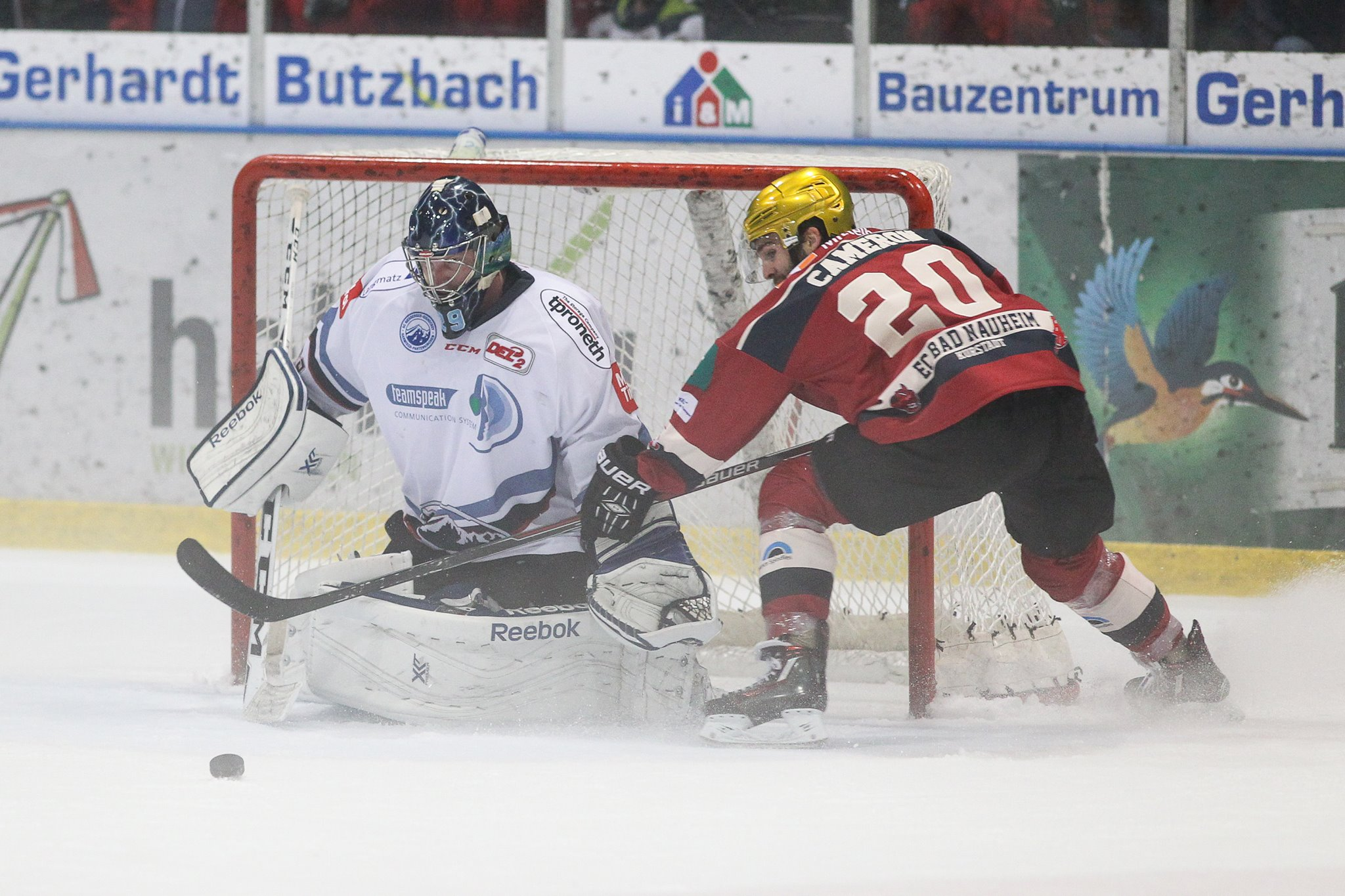
Cameron mit dem goldenen Helm des Topscorers

Petri Kujala, der Trainer des EC Bad Nauheim sagte 2015, dass Cameron ein „absoluter Führungsspieler“ sei, der physischen Spielstil zeige und helfe, die Mannschaft schneller und aggressiver zu machen. Geschäftsführer Andreas Ortwein hielt ihn vor der Verpflichtung für „noch jung und gleichzeitig hungrig, Höheres zu erreichen.“. Igor Pavlov, Trainer der Heilbronner Falken erklärte 2014: „Er ist ein Spieler, der den Scoringtouch besitzt. Er sucht die Eins-gegen-eins-Situationen, den direkten Weg zum Tor und markiert auch die entscheidenden Treffer.“. Der Geschäftsführer der Towerstars sagte 2013 „Dustin gilt als absoluter Teamplayer und scheut nicht davor, Verantwortung übernehmen.“.

## Karrierestatistik
(Legende zur Spielerstatistik: Sp oder GP = absolvierte Spiele; T oder G = erzielte Tore; V oder A = erzielte Assists; Pkt oder Pts = erzielte Scorerpunkte; SM oder PIM = erhaltene Strafminuten; +/− = Plus/Minus-Bilanz; PP = erzielte Überzahltore; SH = erzielte Unterzahltore; GW = erzielte Siegtore; 1 Play-downs/Relegation; Kursiv: Statistik nicht vollständig)